# Джайлз, Стивен
Сти́вен Ко́ри Джайлз (англ. Stephen Cory Giles; 4 июля 1972, Сент-Стивен) — канадский гребец-каноист, выступал за сборную Канады в начале 1990-х — середине 2000-х годов. Участник четырёх летних Олимпийских игр, бронзовый призёр Игр в Сиднее, чемпион мира, чемпион Панамериканских игр, многократный победитель и призёр первенств национального значения.

## Биография
Стивен Джайлз родился 4 июля 1972 года в городе Сент-Стивен, графство Шарлотт, провинция Нью-Брансуик. Активно заниматься греблей начал в возрасте восьми лет, проходил подготовку в каноэ-клубе «Оренда» в небольшом прибрежном городке Лейк-Эхо, пригороде Галифакса. Среди юниоров на одноместном каноэ в 1989 году становился чемпионом мира, одержав победу на дистанции 500 метров в заездах юношеского мирового первенства в Испании.
Первого серьёзного успеха на взрослом международном уровне добился в 1992 году, когда попал в основной состав канадской национальной сборной и благодаря череде удачных выступлений удостоился права защищать честь страны на летних Олимпийских играх в Барселоне, где в зачёте каноэ-одиночек занял шестое место на пятистах метрах и девятое на тысяче. Год спустя выиграл бронзовую медаль на чемпионате мира в Копенгагене, в одиночках на дистанции 500 метров обогнал всех кроме болгарина Николая Бухалова и венгра Дьёрдя Колонича.
Будучи одним из лидеров канадской сборной, Джайлз прошёл отбор на Олимпийские игры 1996 года в Атланте, на сей раз в одиночках на дистанции 500 метров финишировал восьмым, тогда как в двойках вместе с напарником Дэниелом Хау показал в финальном заезде последний девятый результат. На чемпионате мира 1998 года в венгерском Сегеде в одиночках на 1000 метрах обогнал всех оппонентов, в том числе титулованных чеха Мартина Доктора и немца Андреаса Диттмера, завоевав тем самым награду золотого достоинства. Год спустя на Панамериканских играх в Виннипеге в нескольких дисциплинах боролся за победу с представителем Кубы Ледисом Бальсейро, при этом на тысяче стал победителем, а на пятистах метрах вынужден был довольствоваться серебряной медалью — кубинец пришёл к финишу раньше. Позже квалифицировался на Олимпийские игры 2000 года в Сиднее, где в каноэ-одиночках в километровой дисциплине получил бронзу, уступив лишь немцу Диттмеру и кубинцу Бальсейро.
После трёх Олимпиад Джайлз остался в основном составе канадской национальной сборной и продолжил принимать участие в крупнейших международных регатах. Так, в 2002 году он побывал на мировом первенстве в испанской Севилье, откуда привёз ещё одну бронзовую награду, на сей раз выигранную в одиночках на километре. Через два года выступил на Олимпийских играх в Афинах, был близок к призовым позициям в одиночках на дистанции 1000 метров, но в итоге стал пятым. Вскоре после этих соревнований объявил о завершении карьеры профессионального спортсмена, уступив место в сборной молодым канадским гребцам-каноистам, таким как Ричард Долтон, Томас Холл и Марк Олдершоу. В общей сложности Стив Джайлз представлял Канаду на различных соревнованиях в течение пятнадцати лет, и за это время он успел поучаствовать в одиннадцати чемпионатах мира. За выдающиеся спортивные достижения в 2012 году введён в зал спортивной славы провинции Новая Шотландия.
Имеет два высших образования, окончил Университет Далхаузи в Новой Шотландии, где получил степень доктора права, а также в 2011 году получил диплом Университета Сент-Мэри в Галифаксе, став магистром делового администрирования. Ныне проживает в Галифаксе, работает менеджером в телевизионной компании Eastlink. Женат, есть сын и дочь.